# Nightwish
Nightwish je finska simfonična metal skupina iz Kiteeja. Skupino so leta 1996 ustanovili Tuomas Holopainen, kitarist Emppu Vuorinen in takratna pevka Tarja Turunen. Kmalu po izidu debitanskega albuma Angels Fall First (1997) so v skupino vzeli bobnarja Jukko Nevalainena in nato basista Samija Vänskäja. Leta 2001 je Vänskäja zamenjal Marko Hietala, ki je prevzel vlogo moškega vokalista, ki so jo prej opravljali Holopainen ali gostujoči pevci.
Čeprav so bili Nightwish v svoji domovini vidno prepoznavni že od albuma Angels Fall First, so širši uspeh dosegli šele z albumi Oceanborn (1998), Wishmaster (2000) in Century Child (2002). Album Once iz leta 2004 je bil prodan v več kot milijon izvodih in je pomenil preboj skupine v ZDA. Njihova največja ameriška uspešnica »Wish I Had an Angel« (2004) je bila predvajana na MTV in vključena v tri ameriške filmske soundtracke za promocijo njihove severnoameriške turneje. Pred Turunenino odpovedjo oktobra 2005 je skupina posnela še tri single in dva videospota za album Once ter ponovno posnela pesem »Sleeping Sun« za kompilacijski album Highest Hopes: The Best of Nightwish (2005). Nazadnje je z zasedbo Nightwish nastopila na koncertu, posnetem za album v živo/DVD End of an Era. Po koncertu so ostali člani z odprtim pismom Turunenovo obvestili, da ni več članica skupine Nightwish.
Maja 2007 je skupina Nightwish napovedala, da bo Anette Olzon zamenjala Turunenovo. Septembra istega leta je skupina izdala svoj šesti album Dark Passion Play, ki je bil prodan v skoraj dveh milijonih izvodov. Vodilni singel albuma, »Amaranth«, je postal eden najuspešnejših singlov skupine Nightwish v Evropi. Spremljevalna turneja, ena največjih turnej skupine, se je začela 6. oktobra 2007 in končala 19. septembra 2009. Skupina je marca 2009 izdala EP/živi album Made in Hong Kong (And in Various Other Places) v obliki CD/DVD, njen sedmi studijski album Imaginaerum pa je izšel na različnih koncih leta 2011 in v začetku leta 2012.
1. oktobra 2012 je skupina Nightwish sporočila, da se je razšla z Olzonovo in da bo turnejo zaključila s takratno vokalistko skupine ReVamp (bivšo članico skupine After Forever) Floor Jansen. Oktobra 2013 sta postala Jansen in dolgoletni studijski igralec irskih dud Troy Donockley stalna člana skupine ter nastopila na priznanem albumu Endless Forms Most Beautiful, ki je izšel 27. marca 2015. Med letoma 2014 in 2019 je bil Nevalainen, čeprav je bil še vedno član skupine, zaradi hudih težav z nespečnostjo, odsoten; julija 2019 je napovedal, da se ne bo vrnil v skupino, Kai Hahto, ki ga je nadomeščal od leta 2014 (med drugim je bobnal na albumu Endless Forms Most Beautiful), pa je postal uradni bobnar in je kot tak nastopil na devetem albumu Human. :II: Nature., ki je bil mednarodno izdan 10. aprila 2020. Po dvajsetih letih nastopanja s skupino so januarja 2021 sporočili, da se je basist Marko Hietala z njo razšel. Na takratni turneji ga je kot basist nadomestil Jukka Koskinen. Avgusta 2022 so ga razglasili za stalnega člana skupine.
Nightwish je s skoraj 900.000 prodanimi kopijami certificiranih izvodov tretja najbolje prodajana glasbena skupina na Finskem. Z globalno 10 milijoni prodanimi ploščami in prejetemi 60 zlatimi in platistanimi nagradami je najuspešnejša finska skupina. izdala je šest na lestvicah prvouvrščenih albumov in trinajst na lestvicah prvouvrščenih singlov. Nightwish je bila 26. oktobra 2018 sprejeta v finsko glasbeno dvorano slavnih in tako postala 11. član te častne galerije.

## Diskografija
- Angels Fall First (1997)
- Oceanborn (1998)
- Wishmaster (2000)
- Century Child (2002)
- Once (2004)
- Dark Passion Play (2007)
- Imaginaerum (2011)
- Endless Forms Most Beautiful (2015)
- Human. :II: Nature. (2020)

## Turneje
- Summer of Wilderness (1999)
- Oceanborn Europe Tour (1999)
- Wishmaster World Tour (2000–2001)
- World Tour of the Century (2002–2003)
- Once Upon a Tour (2004–2005)
- Dark Passion Play World Tour (2007–2009)
- Imaginaerum World Tour (2012–2013)
- Endless Forms Most Beautiful World Tour (2015–2016)
- Decades: World Tour (2018)
- Human. :II: Nature. World Tour (2021–2023)